# Sándor Bortnyik
Sándor Bortnyik (Târgu Mureş, 3 juli 1893 - Boedapest, 31 december 1976) was een Hongaars schilder en grafisch ontwerper en was bekwaam in zowel linosnede als houtsnede. Zijn werk was sterk beïnvloed door het kubisme, expressionisme, futurisme en het constructivisme.

## Biografie
Jonge jaren
Bortnyik begon als autodidact te werken in de reclamewereld als grafisch ontwerper. Zijn succes stelde hem al snel in staat om zich te vestigen in Boedapest. In 1913 ging hij studeren aan de vrije school voor kunsten en kreeg hij onder anderen les van József Rippl-Rónai. Daar ontmoette hij János Mattis-Teutsch die hem later zou introduceren bij Lajos Kassák.
Ma

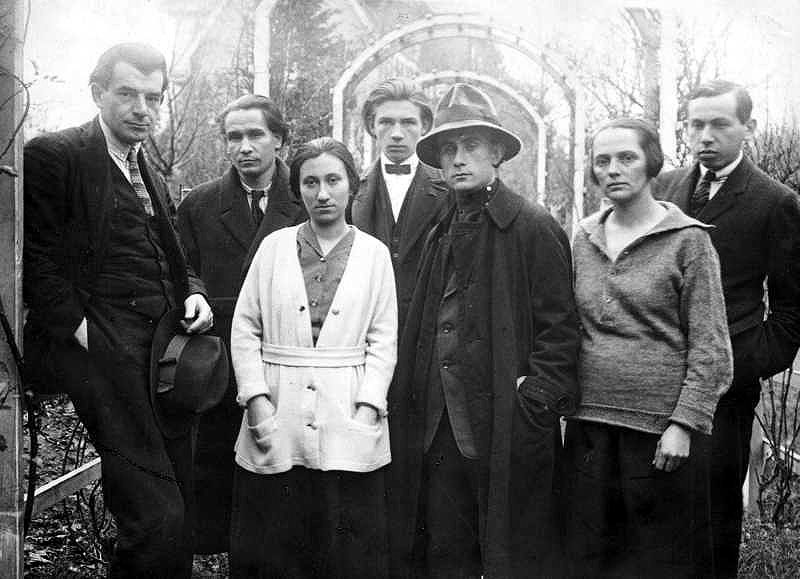
Het team van Ma (1922). Met onder anderen links Bortnyik en in het midden (met hoed) Lajos Kassák.

Vanaf 1918 sloot Bortnyik zich aan bij de beweging van Kassák die het gelijknamige tijdschrift Ma uitgaf. Ma staat voor 'Magyar Aktivizmus' en is tegelijkertijd afgeleid van het Hongaarse woord voor 'tijd'. Bortnyik was nauw betrokken bij het tijdschrift en zou hierin een prominente plaats innemen.. Onder auspiciën van Ma werden individuele tentoonstellingen van het werk van Bortnyik georganiseerd en werk van hem gepubliceerd. Als gevolg van zijn politieke activisme en zijn steun voor het Sovjetregime moest hij na het uiteenvallen van het Hongaarse Radenrepubliek emigreren. In 1922 verbrak hij zijn banden met Ma en verhuisde hij naar Weimar. Daar maakte hij kennis met docenten en studenten van Bauhaus. In deze periode schildert hij een, inmiddels vernietigd, kritisch portret van Theo van Doesburg en de effecten van zowel De Stijl als het Bauhaus.
Muhely (De Werkplaats)
Na een rondreis in Duitsland en Oostenrijk keerde Bortnyik in 1925, op basis van de algehele amnestie, terug naar Hongarije en richtte hij in 1928 zijn eigen particuliere grafische school Muhely in Boedapest op. Hij gaf daar les volgens de principes van het Bauhaus. Hoewel hijzelf nooit een student is geweest aan het Bauhaus, liet hij zich hier door wel inspireren. Bortnyik wilde zijn Hongaarse studenten de visie over brengen dat kunst kan leidden tot sociale veranderingen. Het toepassen van innovatieve technieken en progressieve ideeën waren essentiële waardes van Bauhaus en dus ook voor Muhely. Een van de docenten aan Muhely was Farkas Molnár. Een bekende leerling aan deze opleiding, die tot 1938 zou bestaan, was Victor Vasarely.
In deze periode publiceerde hij ook diverse artikelen over kunst en grafisch ontwerpen in tijdschriften als Reklám-élet en Magyar Grafika. In 1933 brengt hij zelf zijn eigen tijdschrift uit Plakát (Poster). Bortnyik heeft in deze periode een vooraanstaande rol in het ontwerpen en maken van reclameposters. Hij maakte gebruik van een opvallende stijl met geometrische vormen, stevige kleuren en blokletters. Later stapte hij met collega kunstschilder en graficus Róbert Berény over op een meer schilderachtige stijl en het gebruik van verfspray.
Directeur
In 1948 begon hij met lesgeven aan de Hogeschool voor Kunst en Design in Boedapest (het huidige Moholy-Nagy Universiteit voor Kunst en Design). Vanaf 1949 werd hij rector van de Hongaarse Universiteit voor Beeldende Kunsten. Bortnyik was zijn leven lang een communist en hij bleef zijn idealen trouw gedurende het Hongaarse communistische regime na de Tweede Wereldoorlog. Hij ontwierp politieke posters met als thema de heroïsche wederopbouw van Hongarije.

## Erkenning
- Magyarország Kiváló Művésze díj (1970), Hongaarse prijs voor uitmuntende kunstenaars
- Kossuthprijs (1973)

- Bibsys: 1707990470790
- Bibliothèque nationale de France: cb14970181t (data)
- Gemeinsame Normdatei: 123547458
- International Standard Name Identifier: 0000 0001 1833 3186
- Library of Congress Control Number: no89007738
- Nationale Bibliotheek van Tsjechië: mzk20191036815
- Nationale Bibliotheek van Israël: 987007452973105171
- Nationale en Universitaire bibliotheek Zagreb: 000596828
- Nederlandse Thesaurus van Auteursnamen: 070336601
- RKD-Nederlands Instituut voor Kunstgeschiedenis: 10877
- SNAC: w63f7p1m
- Système universitaire de documentation: 034383484
- Union List of Artist Names: 500026527
- Virtual International Authority File: 56717541
- WorldCat: E39PBJhxmwr9bPD7RwwXm4Dg8C